# Карпинело (Фрозиноне)
Карпинело је насеље у Италији у округу Фрозиноне, региону Лацио.
Према процени из 2011. у насељу је живело 172 становника. Насеље се налази на надморској висини од 208 м.